# Superliga de Dinamarca 2023-24
La Superliga de Dinamarca 2023-24 (oficialmente 3F Superliga por razones de patrocinio) fue la trigésima cuarta edición de la Superliga Danesa. La temporada comenzó el 21 de julio de 2023 y terminó el 26 de mayo de 2024.
El FC Copenhague es el campeón defensor tras ganar la temporada pasada ganar su décimo quinto título de liga.

## Formato
Los 12 equipos participantes jugaron entre sí todos contra todos en dos ruedas, totalizando 22 partidos cada uno. Al término de la jornada 22, los seis primeros clasificados pasarán a disputar el Grupo Campeonato, mientras que los seis restantes hicieron lo propio en el Grupo Descenso. Los puntos que todos los clubes hayan obtenido hasta la fecha 22, fueron transferidos a la segunda fase, cualquiera sea el grupo al que pertenecieron.

## Ascensos y descensos
AC Horsens y Aalborg BK terminaron la temporada 2022-23 en el puesto 11 y 12, respectivamente, y fueron relegados a la Primera División. Es la primera vez desde 1986 que Aalborg BK no jugaría en la máxima categoría.
Los equipos descendidos fueron reemplazados por el campeón de 1.a división, el Vejle BK que vuelve después de descender en la temporada 2021-22, y el segundo lugar Hvidovre IF, que jugará en la Superliga por primera vez desde 1997.
| Pos. | Descendidos de la Superliga 2022-23 |
| ---- | ----------------------------------- |
| 11.º | AC Horsens                          |
| 12.º | Aalborg BK                          |

| Pos. | Ascendidos de la Primera División 2022-23 |
| ---- | ----------------------------------------- |
| 1.º  | Vejle BK                                  |
| 2.º  | Hvidovre IF                               |

## Localización
| Jutlandia Central | 5 | AGF Aarhus, FC Midtjylland, Randers FC, Silkeborg IF, Viborg FF    | AaB AGF Brøndby Midtjylland Nordsjælland Odense Randers Lyngby Horsens Copenhague |
| Región Capital    | 5 | Brøndby IF, FC Copenhague, Hvidovre IF, Lyngby BK, FC Nordsjælland | AaB AGF Brøndby Midtjylland Nordsjælland Odense Randers Lyngby Horsens Copenhague |
| Dinamarca del Sur | 2 | Odense BK, Vejle BK                                                | AaB AGF Brøndby Midtjylland Nordsjælland Odense Randers Lyngby Horsens Copenhague |

## Equipos participantes
| Equipo          | Ciudad         | Entrenador        | Estadio             | Capacidad |
| --------------- | -------------- | ----------------- | ------------------- | --------- |
| AGF Aarhus      | Aarhus         | Uwe Rösler        | Ceres Park          | 20 032    |
| Brøndby IF      | Copenhague     | Jesper Sorensen   | Brøndby Stadium     | 29 000    |
| FC Copenhague   | Copenhague     | Jacob Neestrup    | Parken Stadion      | 42 305    |
| Hvidovre IF     | Hvidovre       | Per Frandsen      | Hvidovre Stadion    | 12 000    |
| Lyngby BK       | Kongens Lyngby | Magne Hoseth      | Lyngby Stadion      | 10 100    |
| FC Midtjylland  | Herning        | Thomas Thomasberg | MCH Arena           | 11 800    |
| FC Nordsjælland | Farum          | Flemming Pedersen | Right to Dream Park | 9 900     |
| Odense BK       | Odense         | Ove Pedersen      | Odense Stadion      | 15 790    |
| Randers FC      | Randers        | Rasmus Bertelsen  | Randers Stadion     | 12 000    |
| Silkeborg IF    | Silkeborg      | Kent Nielsen      | JYSK Park           | 10 000    |
| Vejle BK        | Vejle          | Carit Falch       | Vejle Stadion       | 10 418    |
| Viborg FF       | Viborg         | Jacob Friis       | Viborg Stadion      | 9 566     |

## Temporada regular

### Tabla de posiciones
| Pos. | Equipo       | Pts. | PJ | G  | E | P  | GF | GC | Dif. | Clasificación                    |
| ---- | ------------ | ---- | -- | -- | - | -- | -- | -- | ---- | -------------------------------- |
| 1    | Midtjylland  | 48   | 22 | 15 | 3 | 4  | 43 | 23 | +20  | Clasificación a grupo Campeonato |
| 2    | Brøndby      | 47   | 22 | 14 | 5 | 3  | 44 | 20 | +24  | Clasificación a grupo Campeonato |
| 3    | Copenhague   | 45   | 22 | 14 | 3 | 5  | 45 | 23 | +22  | Clasificación a grupo Campeonato |
| 4    | Nordsjælland | 37   | 22 | 10 | 7 | 5  | 35 | 21 | +14  | Clasificación a grupo Campeonato |
| 5    | AGF          | 36   | 22 | 9  | 9 | 4  | 26 | 21 | +5   | Clasificación a grupo Campeonato |
| 6    | Silkeborg    | 27   | 22 | 8  | 3 | 11 | 28 | 32 | −4   | Clasificación a grupo Campeonato |
| 7    | Odense       | 24   | 22 | 6  | 6 | 10 | 25 | 32 | −7   | Clasificación a grupo Descenso   |
| 8    | Lyngby       | 23   | 22 | 6  | 5 | 11 | 26 | 39 | −13  | Clasificación a grupo Descenso   |
| 9    | Viborg       | 23   | 22 | 6  | 5 | 11 | 24 | 37 | −13  | Clasificación a grupo Descenso   |
| 10   | Randers      | 23   | 22 | 5  | 8 | 9  | 23 | 37 | −14  | Clasificación a grupo Descenso   |
| 11   | Vejle        | 19   | 22 | 4  | 7 | 11 | 19 | 26 | −7   | Clasificación a grupo Descenso   |
| 12   | Hvidovre     | 11   | 22 | 2  | 5 | 15 | 17 | 45 | −28  | Clasificación a grupo Descenso   |

 Fuente: Danish Football Association (en danés), Soccerway
Criterios de clasificación: 1) Puntos; 2) Diferencia de goles; 3) Goles marcados; 4) Goles de visitante anotados; 5) Playoff (se juega en campo neutral si se determinan equipos para diferentes rondas); 6) Sorteo.

## Resultados
| Local \ Visitante | AGF | BRO | COP | HVI | LYN | MID | NOR | ODE | RAN | SIL | VEJ | VIB |
| ----------------- | --- | --- | --- | --- | --- | --- | --- | --- | --- | --- | --- | --- |
| AGF               |     | 0–3 | 1–1 | 1–0 | 1–0 | 2–3 | 1–3 | 1–1 | 2–1 | 2–2 | 1–0 | 2–0 |
| Brøndby           | 1–1 |     | 2–3 | 4–0 | 3–0 | 1–0 | 2–1 | 1–2 | 3–1 | 4–1 | 1–1 | 1–0 |
| Copenhague        | 1–2 | 0–0 |     | 4–0 | 4–0 | 0–2 | 2–0 | 2–1 | 4–0 | 1–3 | 2–1 | 2–0 |
| Hvidovre          | 0–2 | 0–3 | 0–2 |     | 0–1 | 1–4 | 1–2 | 1–5 | 1–3 | 1–2 | 1–1 | 2–2 |
| Lyngby            | 0–2 | 3–3 | 1–2 | 2–4 |     | 4–1 | 1–1 | 2–2 | 1–0 | 2–0 | 1–1 | 2–0 |
| Midtjylland       | 1–1 | 0–1 | 2–0 | 1–0 | 2–1 |     | 2–0 | 2–1 | 2–2 | 2–0 | 3–0 | 5–1 |
| Nordsjælland      | 0–0 | 3–1 | 2–2 | 0–0 | 3–2 | 3–0 |     | 0–1 | 1–1 | 3–1 | 1–0 | 4–1 |
| Odense            | 1–1 | 0–3 | 0–2 | 0–2 | 1–2 | 1–2 | 1–1 |     | 2–2 | 0–3 | 1–2 | 1–2 |
| Randers           | 1–1 | 2–2 | 2–4 | 2–2 | 1–0 | 0–1 | 0–5 | 0–1 |     | 1–0 | 0–0 | 1–0 |
| Silkeborg         | 0–1 | 1–2 | 0–3 | 1–0 | 5–0 | 1–4 | 2–0 | 0–0 | 1–1 |     | 2–1 | 2–0 |
| Vejle             | 0–0 | 0–1 | 2–3 | 3–1 | 1–0 | 1–2 | 0–0 | 0–1 | 1–2 | 2–0 |     | 1–1 |
| Viborg            | 2–1 | 1–2 | 2–1 | 0–0 | 2–2 | 2–2 | 0–2 | 1–2 | 3–0 | 2–1 | 2–1 |     |

## Grupo Campeonato

### Tabla de posiciones
| Pos. | Equipo          | Pts. | PJ | G  | E  | P  | GF | GC | Dif. | Clasificación                               |
| ---- | --------------- | ---- | -- | -- | -- | -- | -- | -- | ---- | ------------------------------------------- |
| 1    | Midtjylland (C) | 63   | 32 | 19 | 6  | 7  | 64 | 43 | +21  | Segunda ronda de la Liga de Campeones       |
| 2    | Brøndby         | 62   | 32 | 18 | 8  | 6  | 60 | 35 | +25  | Segunda ronda de la Liga Europa Conferencia |
| 3    | Copenhague      | 59   | 32 | 18 | 5  | 9  | 64 | 38 | +26  | Play-offs para la Liga Europa Conferencia   |
| 4    | Nordsjælland    | 58   | 32 | 16 | 10 | 6  | 60 | 34 | +26  |                                             |
| 5    | AGF             | 44   | 32 | 11 | 11 | 10 | 42 | 46 | −4   |                                             |
| 6    | Silkeborg       | 36   | 32 | 10 | 6  | 16 | 39 | 50 | −11  | Primera ronda de la Liga Europa             |

Actualizado a los partidos jugados el 26 de mayo de 2024.
 Fuente: Danish Football Association (en danés), Soccerway
Criterios de clasificación: 1) Puntos; 2) Diferencia de goles; 3) Goles marcados; 4) Goles de visitante anotados; 5) Playoff (se juega en campo neutral si se determinan equipos para diferentes rondas); 6) Sorteo.
Notas:
1. ↑  El Silkeborg se clasificó a la Liga Europa como campeón de la Copa de Dinamarca 2023-24

### Resultados
| Local \ Visitante | AGF | BRO | COP | MID | NOR | SIL |
| ----------------- | --- | --- | --- | --- | --- | --- |
| AGF               | —   | 2–2 | 3–2 | 0–1 | 1–3 | 0–1 |
| Brøndby           | 2–3 | —   | 1–3 | 2–1 | 1–0 | 1–1 |
| Copenhagen        | 3–2 | 1–2 | —   | 1–2 | 1–1 | 2–0 |
| Midtjylland       | 2–1 | 3–2 | 2–2 | —   | 2–3 | 3–3 |
| Nordsjælland      | 7–2 | 1–1 | 2–1 | 3–3 | —   | 4–1 |
| Silkeborg         | 2–2 | 0–2 | 0–3 | 3–0 | 0–1 | —   |

## Grupo Descenso
| Pos. | Equipo       | Pts. | PJ | G  | E  | P  | GF | GC | Dif. | Clasificación o descenso                    |
| ---- | ------------ | ---- | -- | -- | -- | -- | -- | -- | ---- | ------------------------------------------- |
| 1    | Randers      | 41   | 32 | 10 | 11 | 11 | 41 | 49 | −8   | Play-offs para la Liga Europa Conferencia   |
| 2    | Viborg       | 40   | 32 | 11 | 7  | 14 | 38 | 48 | −10  |                                             |
| 3    | Vejle        | 36   | 32 | 9  | 9  | 14 | 32 | 36 | −4   |                                             |
| 4    | Lyngby       | 36   | 32 | 9  | 9  | 14 | 39 | 53 | −14  |                                             |
| 5    | Odense (D)   | 32   | 32 | 8  | 8  | 16 | 37 | 48 | −11  | Descenso a la Primera División de Dinamarca |
| 6    | Hvidovre (D) | 20   | 32 | 4  | 8  | 20 | 27 | 61 | −34  | Descenso a la Primera División de Dinamarca |

Actualizado a los partidos jugados el 25 de mayo de 2024.
 Fuente: Danish Football Association (en danés), Soccerway
Criterios de clasificación: 1) Puntos; 2) Diferencia de goles; 3) Goles marcados; 4) Goles de visitante anotados; 5) Playoff (se juega en campo neutral si se determinan equipos para diferentes rondas); 6) Sorteo.

## Play-off para la Liga Conferencia
| 31 de mayo de 2024 | Copenhague                      | 2:1 (1:1) | Randers    | Parken Stadion, Copenhague |                          |
| 19:00 (CEST)       | Óskarsson 13' · Elyounoussi 56' | Reporte   | Dammers 5' | Árbitro(s): Jakob Kehlet   | Árbitro(s): Jakob Kehlet |

## Máximos goleadores
- Actualizado al 21 de mayo de 2024
| Pos. | Jugador             | Club            | Goles |
| ---- | ------------------- | --------------- | ----- |
| 1    | German Onugkha      | Vejle Boldklub  | 15    |
| 2    | Nicolai Vallys      | Brøndby IF      | 13    |
| 2    | Andri Guðjohnsen    | Lyngby BK       | 13    |
| 4    | Patrick Mortensen   | AGF             | 12    |
| 4    | Cho Gue-Sung        | FC Midtjylland  | 12    |
| 6    | Alexander Lind      | Silkeborg IF    | 10    |
| 6    | Ohi Omoijuanfo      | Brøndby IF      | 10    |
| 6    | Franculino Djú      | FC Midtjylland  | 10    |
| 9    | Marcus Ingvartsen   | FC Nordsjælland | 9     |
| 9    | Orri Óskarsson      | FC Copenhague   | 9     |
| 9    | Andreas Schjelderup | FC Nordsjælland | 9     |
| 9    | Yuito Suzuki        | Brøndby IF      | 9     |
| 9    | Mohamed Elyounoussi | FC Copenhague   | 9     |
| 9    | Mohammed Fuseini    | Randers FC      | 9     |
| 9    | Stefán Thórdarson   | Silkeborg IF    | 9     |